# Ascanio Sforza
Pour les articles homonymes, voir Famille Sforza.
Ascanio Maria Sforza (Crémone, 3 mars 1455 - Rome, 27 mai 1505) est un cardinal de l'Église catholique. Il est le sixième fils de Francesco Sforza, duc de Milan, et de Blanche Marie Visconti. Il est également le frère des ducs Galeas Marie  et Ludovic Sforza. 
La famille a donné plusieurs autres cardinaux, essentiellement dans la branche de Santa Fiora : Guido Ascanio Sforza di Santa Fiora (1534), Alessandro Sforza (1565), Francesco Sforza (1583) et Federico Sforza (1645).

## Biographie
Ascanio Maria Sforza est protonotaire apostolique et nommé abbé commendataire de l'abbaye de Chiaravalle (Milan) en 1465. En 1479, il est nommé administrateur apostolique puis évêque de Pavie par provision pontificale.
Sforza est créé cardinal par le pape Sixte IV lors du consistoire du 17 mars 1484. Le cardinal Sforza est nommé légat du patrimoine de Saint-Pierre, c'est-à-dire qu'il gouverne la partie des États pontificaux sise entre le Tibre et le littoral adriatique (nord-ouest du Latium). Il fait toujours preuve d'une tendance à la richesse et d'une réputation de cardinal mondain avec une grande aptitude pour les affaires d'état. En 1484, il est nommé administrateur apostolique de Novare.
Sforza fait beaucoup d'efforts à réconcilier Ferdinand Ier de Naples avec les Sforza. Il est nommé administrateur de Crémone en 1486 et administrateur de Pesaro en 1487. Au conclave de 1492, Sforza promet son soutien à Rodrigo Borgia, quand Sforza lui-même n'obtient pas les voix nécessaires. Après l'élection de Borgia comme Alexandre VI, le pape nomme Sforza comme son vice-chancelier, premier ministre virtuel des États pontificaux. Il est nommé administrateur d'Eger en 1492 et d'Elne en 1494. Pour renforcer les relations entre sa famille et la famille du pape, le cardinal Borgia arrange le mariage entre son cousin Giovanni Sforza avec Lucrèce Borgia, la fille du pape.
Ses relations avec le pape sont rompues après l'invasion des Français en 1494. Le pape s'oppose aux Français et Sforza soutient le roi Charles VIII de France. Après l'attentat sur Giovanni Borgia, le fils du pape, en 1497, Sforza est accusé de meurtre, mais il est vite pardonné par le pape. Lors de la nouvelle invasion des Français en 1500, Ascanio Sforza est arrêté et emprisonné à Lyon (château de Pierre Scize) et à Bourges. Il participe aux deux conclaves de 1503 (élection de Pie III et de Jules II). Sforza n'a pas le temps d'être un grand protecteur des arts, mais il introduit néanmoins le musicien célèbre Josquin des Prez à la cour du pape en 1486.